# The Chieftains
The Chieftains er en irsk folkemusikgruppe. Gruppen blev dannet i 1963, og var den første som nåede ud til et større internationalt publikum med traditionel irsk musik. Gruppen har også gjort sig bemærket ved et udstrakt samarbejde med musikere fra rock til country & western genren. Gruppen ledtes af Paddy Moloney.
The Chieftains har også indspillet filmmusik. I 1975 brugte Stanley Kubrick deres "Women of Ireland" i den britiske film fra 1975 Barry Lyndon. Gruppen har vundet seks Grammy-priser og en Oscar.
I 1979 spillede de en koncert for pave Johannes Paul 2. og over 1 million personer i Phoenix Park i Dublin for at markere pavens besøg i Irland.
I perioden 1963 til 1979 havde gruppen hyppige skifter i sammensætning. I 2002 døde Derek Bell, og Martin Fay trak sig tilbage fra aktiv deltagelse.[kilde mangler] Moloney døde i 2021.

## Samarbejder
Bandet er blevet kendt for at samarbejde med en lang række andre musikere fra forskellige musikgenrer, heriblandt country, gælisk musik og rock and roll. Deres mange samarbejder gjorde, at det irske regering tildelte gruppen ærestitlen som Ireland's Musical Ambassadors i 1989.
Gruppen har optrædt med følgende kunstnere (listet i alfabetisk rækkefølge):
- Moya Brennan
- Jackson Browne
- Rosanne Cash
- Ry Cooder
- Elvis Costello
- Roger Daltrey
- Marianne Faithfull
- Bela Fleck
- James Galway
- Art Garfunkel
- Glass Tiger
- Mike Gordon
- Great Big Sea
- Nanci Griffith
- Emmylou Harris
- Mick Jagger
- Tom Jones
- Kepa Junkera
- Mark Knopfler
- Diana Krall
- Alison Krauss
- Sissel Kyrkjebø
- Nolwenn Leroy[3]
- Los Cenzontles
- Lyle Lovett
- Ashley MacIsaac
- Sarah McLachlan
- Natalie MacMaster
- Madonna
- Ziggy Marley
- Loreena McKennitt
- Natalie Merchant
- Gary Moore
- Van Morrison
- Willie Nelson
- Nickel Creek
- Punch Brothers
- Carlos Núñez
- Paolo Nutini
- Siobhán O'Brien
- Sinéad O'Connor
- Mike Oldfield
- Luciano Pavarotti
- Pink Martini
- Eros Ramazzotti
- Earl Scruggs
- Ricky Skaggs
- Sting
- The Civil Wars
- The Corrs
- The Decemberists
- The Dubliners
- The Low Anthem
- The Rolling Stones
- Ultravox
- Jim White
- John Williams

I maj 1986 optrådte gruppen ved Self Aid, der var en velgørenhedskoncert som blev afholdt i Dublin der fokuserede på problemet med kronisk arbejdsløshed, som var udbredt i Irland på dette tidspunkt. I 1994 optrådte de i Roger Daltreys produktion, album og video af A Celebration: The Music of Pete Townshend and The Who.
De optrådte også med den canadiske astronaut Chris Hadfield i Houston, Texas den 15. februar 2013. Hadfield sang og spillede guitar på nummeret "Moondance", der blev transmitteret live fra Den Internationale Rumstation.

## Medlemmer
| Nuværende medlemmer - Kevin Conneff – bodhrán, vokal (1976–nu) - Matt Molloy – fløjte, tinwhistle (1979–nu) Tidligere medlemmer - Paddy Moloney – uilleann pipes, tinwhistle, knapharmonika, bodhrán (1962–2021; død 2021) - Seán Potts – tinwhistle, bones, bodhrán (1962–1979; død 2014) - Michael Tubridy – fløjte, concertina, tinwhistle (1962–1979) - David Fallon – bodhrán (1962–1966) - Martin Fay – fiddle, knæverpinde (1962–2002; død 2012) - Peadar Mercier – bodhrán, knæverpinde (1966–1976; død 1991) - Seán Keane – fiddle, tinwhistle (1968–2002; lejlighedsvis optræden derefter; død 2023) - Derek Bell – irsk harpe, keyboardinstrumenter, obo (1975–2002; død 2002) - Ronnie McShane – knæverpinde, bodhrán (1975–1976; død 2017) | Tourmusikerer - Tim Edey – guitar, melodeon/knapharmonika, klaver, baggrundsvokal - Seamie O'Dowd – guitar, harmonika - Triona Marshall – keyboard, harpe - Tara Breen – violin, saxofon, stepdans - Alyth McCormack – vokal, stepdans - Jon Pilatzke – violin, stepdans - Nathan Pilatzke – stepdans - Cara Butler – stepdans |

## Diskografi
- The Chieftains (1964)
- The Chieftains 2 (1969)
- The Chieftains 3 (1971)
- The Chieftains 4 (1973)
- The Chieftains 5 (1975)
- The Chieftains 6: Bonaparte's Retreat (1976)
- The Chieftains 7 (1977)
- The Chieftains Live!  (1977)
- The Chieftains 8 (1978)
- The Chieftains 9: Boil the Breakfast Early (1979)
- The Chieftains 10: Cotton-Eyed Joe (1980)
- The Year of the French (1982)
- The Grey Fox (1982) (soundtrack to The Grey Fox)
- Concert Orchestra (1983)
- The Chieftains in China (1985)
- Ballad of the Irish Horse (1986)
- Celtic Wedding (1987)
- In Ireland (1987) (med James Galway)
- Irish Heartbeat (1988) (med Van Morrison)
- The Tailor of Gloucester (1988)
- A Chieftains Celebration (1989)
- Over the Sea To Skye: The Celtic Connection (1990) (med James Galway)
- The Bells of Dublin (1991)
- Reel Music (1991)
- Another Country (1992)
- An Irish Evening (1992)
- The Best of The Chieftains (1992)
- Music at Matt Molloy’s (1992)
- Far and Away original motion picture soundtrack (med John Williams) (1992)
- The Celtic Harp: A Tribute to Edward Bunting (1993) (med The Belfast Harp Orchestra)
- The Long Black Veil (1995)
- Film Cuts (1996)
- Santiago (1996)
- Long Journey Home (1998)
- Fire in the Kitchen (1998)
- Silent Night: A Christmas in Rome (1998)
- Tears of Stone (1999)
- Water From the Well (2000)
- The Wide World Over (2002)
- Down the Old Plank Road: The Nashville Sessions (2002)
- Further Down the Old Plank Road (2003)
- Live from Dublin: A Tribute to Derek Bell (2005)
- The Essential Chieftains (2006)
- San Patricio (2010) (med Ry Cooder)
- Voice of Ages (2012)